# Square de l'Union

}}
Le square de l'Union est une voie du 16e arrondissement de Paris, en France.

## Situation et accès
Le square de l'Union est une voie située dans le 16e arrondissement de Paris. Il débute au 84, rue Lauriston et se termine en impasse.

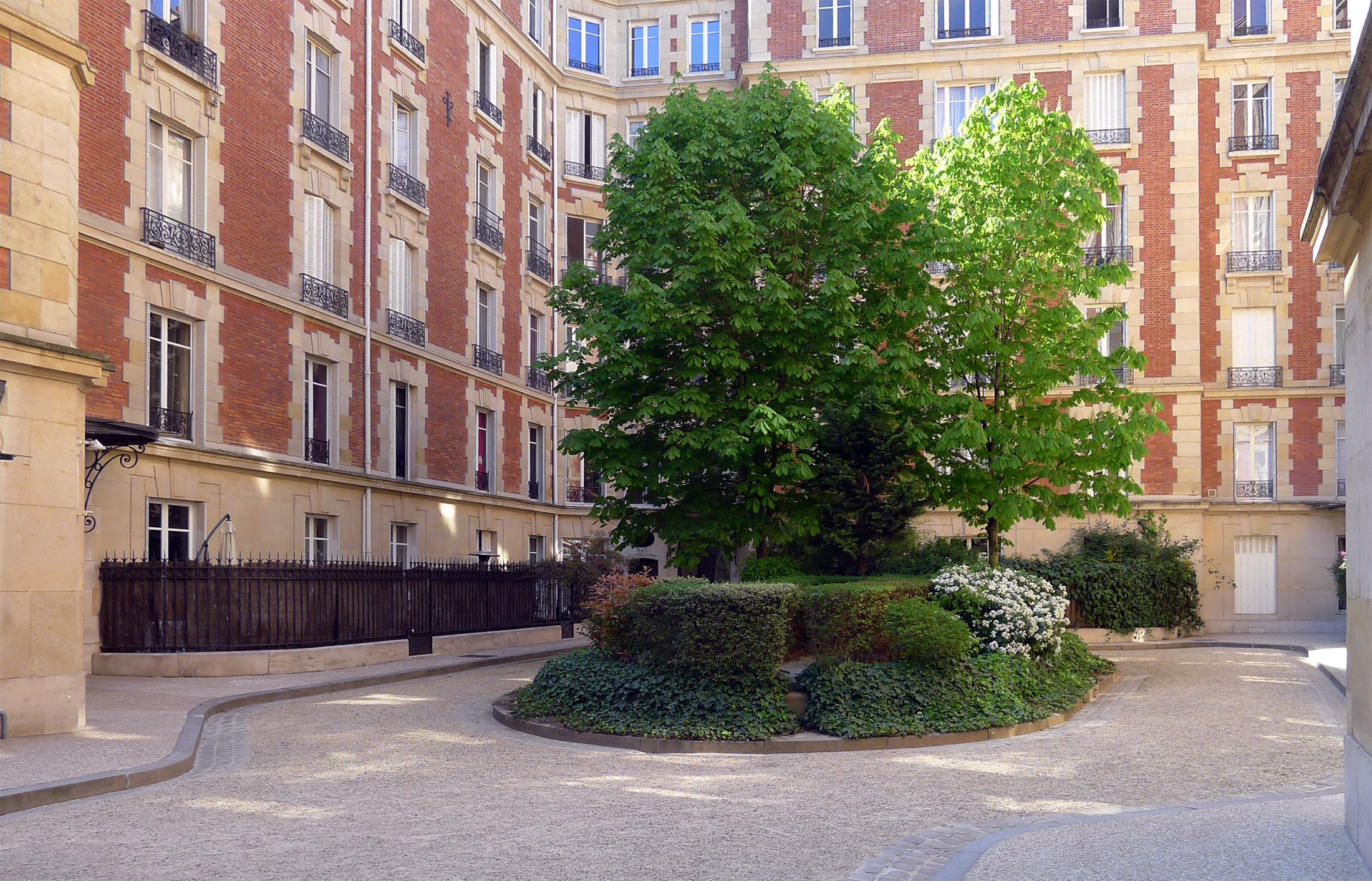
Intérieur du square.
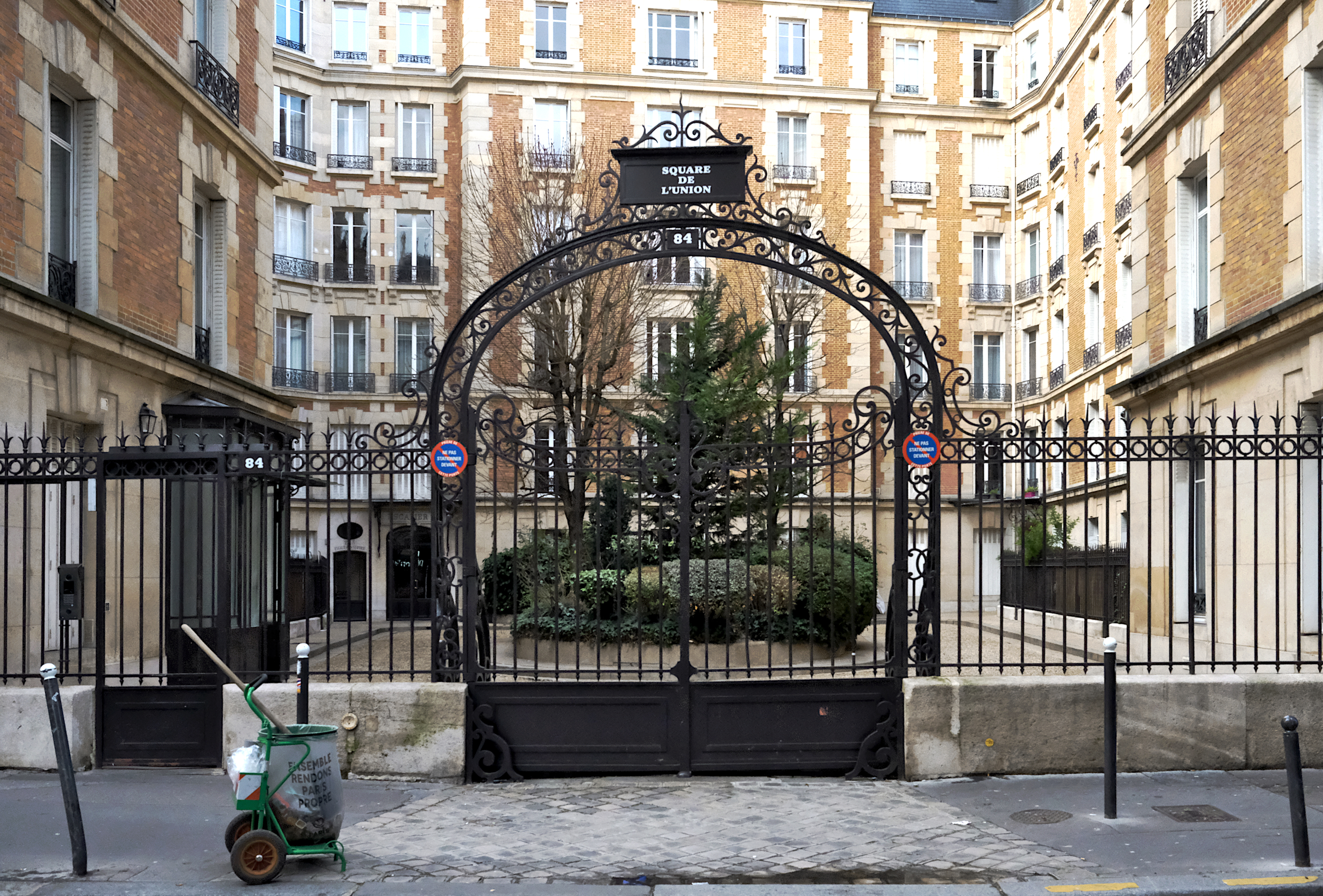
N°84 de la rue Laurison.

## Origine du nom
Le nom de la voie vient de la Compangnie d’assurances L’Union.

## Historique
Cette voie privée, non ouverte à la circulation, est fermée par une grille.
Il existe un passage de l'Union dans le 7e arrondissement.